# Aspropotamo
L'Aspropotamo (in greco antico: Ἀσπροπόταμος?, Aspropòtamos), l'antico Acheloo (in greco antico: Ἀχελῷος?, Akhelṑos), con i suoi 220 km di lunghezza, è il secondo fiume della Grecia dopo l'Aliacmone. Nasce dal Pindo, scorre verso sud, lungo il confine tra Acarnania ed Etolia. Sfocia nel Mar Ionio, di fronte alle isole Echinadi.

## Etimologia
Per quanto riguarda l'etimologia, il nome del fiume deriva molto probabilmente da Acheloo, figlio del dio Oceano e di Teti, considerato dio delle acque dolci e padre delle ninfe.

## Geografia
L'Aspropotamo nasce sulla catena del Pindo, dal Monte Peristeri (o Lakmos) e, scorrendo verso sud in una pianura costiera di modesta estensione, dopo aver segnato per un breve tratto il confine tra la Tessaglia e l'Epiro, sfocia nel Mar Ionio, di fronte all'isola di Cefalonia. Insieme a una miriade di lagune e di piccoli isolotti la foce del fiume costituisce uno dei più importanti habitat faunistici del bacino del Mediterraneo.
Lungo il medio corso del fiume sono stati realizzati, nella seconda metà del XX secolo, alcuni sbarramenti per lo sfruttamento del fiume ai fini della produzione di energia elettrica. Lo sbarramento principale è stato realizzato al confine fra le prefetture di Aetolia-Acarnania e Euritania. Questo sbarramento ha prodotto la formazione del lago Kremasta, il più grande bacino artificiale della Grecia.